# Pierre Le Souef
Pour les articles homonymes, voir Souef.
Pierre Le Souef est un homme politique français né le 19 août 1831 au Havre (Seine-Maritime) et mort le 15 janvier 1911 à Criquetot-sur-Ouville (Seine-Maritime).

## Biographie
Docteur en médecine, il n'exerce pas et se lance dans l'agriculture et la politique. Il est président de la Société centrale d'agriculture de la Seine-Inférieure et de la Société des courses de Rouen. Député de 1885 à 1889, il est sénateur de 1891 à 1900. Il siège à gauche.
Il est inhumé au cimetière monumental de Rouen.

## Distinctions
- Chevalier de la Légion d'honneur (28 décembre 1882)[2]. Il est fait chevalier par Ernest Hendlé, préfet de la Seine-Inférieure, le 20 février 1883.

## Sources
- « Pierre Le Souef », dans Adolphe Robert et Gaston Cougny, Dictionnaire des parlementaires français, Edgar Bourloton, 1889-1891 [détail de l’édition]
- « Pierre Le Souef », dans le Dictionnaire des parlementaires français (1889-1940), sous la direction de Jean Jolly, PUF, 1960 [détail de l’édition]